# D. J. 존슨 (농구 선수)
대럴 제롬 "D.J." 존슨 주니어(Darrell Jerome "D. J." Johnson Jr., 1993년 10월 8일 ~ )는 미국 프로 농구 선수로, 가장 최근에는 NBA G 리그의 포트 웨인 매드 앤츠에서 뛰었다. 2.06m(6피트 9인치) 키의 그는 파워 포워드와 중앙 위치를 담당한다. 캔자스 주립대에서 5년 동안 대학 농구를 뛴 후 존슨은 2017년 NBA 드래프트에 참가했지만 선발되지 못했다.

## 대학 경력
캔자스 스테이트의 신입생으로서 존슨은 30경기에 출전해 총 11개의 블록으로 경기당 2.3득점과 2.5리바운드를 기록했다. 2학년 때 존슨은 33개 대회에 출전해 경기당 평균 3.4득점, 3.5리바운드, 0.5블록을 기록하며 경기 시간을 13.9분으로 향상시켰다. 다음 시즌에는 부상으로 단 한 경기도 출전하지 못했다. 고학년 동안 존슨은 경기당 11.3득점, 5.7리바운드, 1.5블록을 기록하며 팀의 선발 센터였다. 토니 킷, 마커스 맥콜로프(Marcus McCollough)와 스티브 솔드너(Steve Soldner)에 이어 단일 시즌에 현장에서 60% 이상의 성공률을 기록한 네 번째 와일드캣이 되었다.